# Kurovicy
Kurovicy (rusky Куровицы, votsky Kukkuzi) je vesnice v Kingiseppském rajónu Leningradské oblasti v Rusku. Nachází se na pravém břehu řeky Lugy. První zmínka o vesnici pochází z roku 1684, kdy používala jméno Kuckus. V roce 1848 měla 319 obyvatel a v roce 1901 se zde nacházelo celkem 120 domů. Její původní obyvatelé byli Votové a Ižorové. Mluvilo se zde dnes již vymřelým kukkuzským nářečím votštiny.